# Henry Wellesley, 1:e baron Cowley
Henry Wellesley, 1:e baron Cowley, född den 20 januari 1773, död den 27 april 1847 i Paris, var en brittisk diplomat, far till Henry Wellesley, 1:e earl Cowley och Gerald Valerian Wellesley, yngste bror till hertigen av Wellington. 
Cowley inträdde på diplomatbanan 1792 som legationssekreterare i Stockholm, blev 1795 irländsk parlamentsledamot och var 1798-1799 privatsekreterare åt sin äldste bror, lord Mornington, då denne var generalguvernör i Indien. 1801-1802 var Cowley viceguvernör över de områden navaben av Oudh avträtt till Ostindiska kompaniet och 1807-1809 ledamot av underhuset. 
Han återgick därpå till diplomatbanan,  var 1809-1811 envoyé och 1811-1822 ambassadör i Spanien, där han under broderns fälttåg stödde dennes politik, var därefter ambassadör i Wien 1823-1831 samt i Paris en kort tid 1835 och därpå 1841-1846. Knightvärdighet erhöll han 1812 och upphöjdes till peer (baron Cowley) 1828.